# Сухоярська сільська рада
| Сухоярська сільська рада — колишній орган місцевого самоврядування у Ставищенському районі Київської області з адміністративним центром у с. Сухий Яр. Історична дата утворення: 12 лютого 1991 року. Сільській раді були підпорядковані населені пункти: - с. Сухий Яр - с. Григорівська Слобода - с. Червоне |

## Склад ради
Рада складалась з 12 депутатів та голови.

### Керівний склад ради
| ПІБ                      | Основні відомості                                                    | Дата обрання | Дата звільнення |
| ------------------------ | -------------------------------------------------------------------- | ------------ | --------------- |
| Міщенко Василь Макарович | Сільський голова, 1958 року народження, освіта, член народної партії | 26.03.2006   | 31.10.2010      |

Примітка: таблиця складена за даними джерела